# ビリフラMAX
ビリフラMAX（びりふらまっくす）はエフエム山口が金曜午後に放送していた生放送のラジオ番組。
番組タイトルの「ビリフラ」は金曜午後の前番組である『MEN'S FOUR ビリビリFriday』（2004年4月 - 2006年3月放送）の通称であり、実質的には『MEN'S FOUR ビリビリFriday』に、同じく金曜夕方に放送されていた『デリシャス・フライデー・COUNT DOWN ATTACK!!』を内包させ発展させた番組といえる。
前番組がスキップ×スキップ×スキップだった時代、「スキップ」の井村由美子が使用していた為、時折ビリフラMAXの時にもスタジオに残っていることがあり、この時はクロストークのような形で、ビリフラの時間帯ではあるが、井村が出演することがあった。

## 放送時間
金曜 13:00 - 18:50
JFNによる全国ネットの特番が放送される場合には放送時間が短縮、場合によっては2部構成となる。例えば、2006年11月3日は、FM Festival 06/07 Lock on Rock特番の為、13:00 - 14:55の第1部と17:00 - 18:50の第2部の2部構成となった。
5時間50分の放送時間はエフエム山口の自社制作番組では2番目の長さである。

## 番組関係者

### メインパーソナリティ
BB金光（主任）&鈴木晶久（アッキー）

### アシスタント
- 田口彩（あや嬢、2006.4 - 2008.9）
- 藤岡侑子（藤岡ちゃん、2008.10 - ）

### ピンチヒッター
- ガーコ（稀に登場、本業は技術スタッフ） - BB金光が休んだ時にミキサーとして登場。ただし、「MEN'S FOUR〜」時代には俊山の代わりに登場した。
- ドメくん（本業はレコード室） - 本名は“ナガドメ”。BB金光が休んだ時にパーソナリティとして登場。

### 番組ゲスト
県内の高校生やイベント関係者が（ほぼ）毎週登場するが、ここでは芸能人やアーティストの登場者を紹介する。
- 2006.09.01　中村正人 (DREAMS COME TRUE) - ビリフラMAX内の「なんでも伝言板」以外に、中村本人のブログである「ドリブログ」にも紹介されている。

## 番組内容
前身である“MEN'S FOUR ビリビリFriday”と同じく、リスナーからのリクエスト・メッセージを中心に進行される。金光によるメッセージ紹介に鈴木が突っ込むのが基本スタイルだが時折アシスタントに話をふることもある。
ニュース・道路交通情報・ネット受けパートと直後のコーナーは時間固定で放送される。一方で、15時台と16時台ではコーナーが前後することがある。17時以降は前身の“COUNT DOWN ATTACK!!”の流れをくみ、番組オリジナルチャート“ビリフラMAX TOP10”を紹介する。なお、リクエスト曲とチャートの上位3曲は基本的に全曲オンエアされる。また、この時間帯はparadise radio→Evening Streetの金曜版という位置づけもあるため、一部共通のコーナーが設けられている。

## 期間限定コーナー
2006年5月 - 12月 ザ・ヒーロー伝説
オリジナルヒーローを考えてもらうネタコーナーでイマジネーションを自由に広げて考えてもらう。毎回1名の「ザ・ベスト・オブ・ヒーロー」にはプレゼントがある。一時期、「リスナー番宣募集」のコピー（台本）発表により、いったん休止状態にあったが、2006.11.17の放送から復活した。12月29日の放送で一旦休止し、季節に一回放送することを予定していると金光が公表した。2007.4.27に春版が放送（「たすけて!」は休止）。BGMには「檄!帝国華撃団」（アニメ「サクラ大戦」）のカラオケヴァージョンが使用された。
2007年1月 ザ・お弁当バトル
ローソンとのタイアップ企画。BB金光弁当と鈴木晶久弁当を作っていくという企画。1.5,1.12,1.19の放送で、リスナーからの案を募集。
2007年12月 女子アナスウィーツばとる
金光チームには俊山アナ、鈴木チームは井村アナを配置。オリジナルスウィーツを製作し、ローソンで販売する。発売予定は2008年2月12日。

## その他特別企画など
2006.12.17 ビリフラMAX公開反省会
毎年冬恒例となった「冬の献血ビリフラMAXキャンペーン」展開中として、オフ会を兼ねた「いやだ祭り」をプラスした2時間のイベント。公開録音した場所は「山口県赤十字血液センター」。これは、ビリフラMAXの放送時間の関係上、前番組のように公開生放送ができないのでこのような形となっている。
2007.11.23 開局22周年&周防大島中継局Coming Soon記念特別企画 BIG THANKS WEEK キックオフ・スペシャル・エディション ビリフラMAX featuring島スタらじお!! 【通称：ビリお】
開局22周年記念番組および2007年12月1日の周防大島中継局開局を記念した特別企画として放送。この番組から日頃の感謝を込めた「BIG THANKS WEEK」もスタート。沖永優子が周防大島の特設スタジオから、フリーペーパー「島スタイル」の編集長・大野圭司と島の魅力を紹介する「島スタらじお他、全編にわたりスペシャル企画中心（「こんなのいやだ」以外のコーナーは休止）の生放送を実施。
2008.12.26 2008ビリフラMAX公開生放送〜平日でごめんね
毎年冬恒例となった「冬の献血ビリフラMAXキャンペーン」展開中として、公開生放送を兼ねて行った。場所は御馴染みとなる「山口県赤十字血液センター」。放送時間の関係などから、生放送パートが2部構成となり、13:00 - 15:55は公開生放送を行い、16:00 - 16:55についてはFM Radio Shoppingパートを除き、19日収録分（そのためメッセージを前もって募集した）を流し、17:00 - 18:50はニュースやチャートなどがある生放送パートを第2スタジオから放送する形式をとった。

## 不定期
2006.12.29、2007.3.30 鈴木晶久格付けチェック
人気者で行こう!で放送され、現在も単発特番で放送されている「芸能人格付けチェック」のパロディ。過去、「MEN'S FOUR」時代にはフルートの音の聞き分けなどを行い五流アナウンサーまで落ちていた鈴木だが2006年末のチェックで、見事正解し、四流アナウンサーとなった。
年4回 「ビリフラMAX ○のネタ祭り!!」
○の部分には春夏秋冬いずれかが入る。「こんなのいやだ」や「ヒーロー伝説」などネタコーナーの多いビリフラMAX。そこで5時間50分の間、メッセージすべてをネタで通し続けるコーナー。面白さを「ヒット=1ポイント」と、「ホームラン=4ポイント」とし、累積4ポイントでプレゼントを進呈。ホームランなら1発でプレゼントをゲットすることができる。4ポイント獲得ごとにプレゼントの内容が変わる。前回のネタ祭りからの累積ポイントも有効となる。過去には2006.11に「秋」、2007.1に「新春」、2007.5に「春」の3回放送。

## ポッドキャスト
エフエム山口が行う「FMY Podcast」の1つ。ビリフラMAX終了後に「ビリフラMAX反省会」ということで配信している。2008年4月11日から収録はオンエア後、更新は月曜に変更になった

## 過去に放送
- 三ツ矢サイダーショートストーリー 「キミの笑顔」（TFMネットプログラム）
- 上大岡トメの・ス☆キッとルーム
リスナーから送られてきた悩みを上大岡トメが解決するコーナー。コーナー拡大版で放送されることもある。なお、2007.7.27最終回。